# 알렉산드르스 차우냐
알렉산드르스 차우나(라트비아어: Aleksandrs Cauņa, 1988년 1월 19일~)는 라트비아의 축구 선수로 현역 시절 포지션은 미드필더이다.